# Micromaldane rubrospermatheca
Micromaldane rubrospermatheca är en ringmaskart som beskrevs av Rouse 1990. Micromaldane rubrospermatheca ingår i släktet Micromaldane och familjen Maldanidae. Inga underarter finns listade i Catalogue of Life.